# Curt Bergmann
Curt Bruno Bergmann (* 12. Juni 1890 in Radebeul; † 27. Mai 1971 in Lahr) war ein deutscher Tennisspieler und Fabrikbesitzer.

## Karriere
Curt Bergmann war der Sohn des Fabrikbesitzers Bruno Bergmann (Feinseifen- und Parfümfabrik Bergmann & Co.) und dessen Ehefrau Elisabeth, geborene Düsten. Er machte eine Ausbildung zum Kaufmann.
Im Jahr 1910 gewann Bergmann das All-Comers-Finale der deutschen Meisterschaften, trat jedoch in der Challenge Round gegen Otto Froitzheim nicht mehr an. 1911 erreichte er das Finale von Wien, in dem er Heinrich Kleinschroth unterlag. 1912 spielte er bei den Wimbledon Championships. Nachdem er sein erstes Spiel im Einzel gegen den Belgier Paul de Borman für sich entscheiden konnte, unterlag er anschließend Arthur Gore klar in drei Sätzen. Im Doppel konnte er an der Seite von Moritz von Bissing bis ins Viertelfinale vorstoßen, in dem die beiden gegen den US-Amerikaner Samuel Hardy und den Kanadier Robert Powell in vier Sätzen ausschieden. 1913 erreichte er mit Heinrich Kleinschroth das Doppelfinale der Hallenweltmeisterschaften in Stockholm; die beiden mussten sich dort jedoch den Franzosen Max Décugis und Maurice Germot geschlagen geben.
Bergmann heiratete am 15. September 1918 in Dresden Gertrud Hedwig verwitwete Schönherr geborene Zschetzsche.
Bis in die 1920er Jahre hinein war Bergmann hinter Otto Froitzheim, Oscar Kreuzer, Friedrich-Wilhelm Rahe und Robert und Heinrich Kleinschroth einer der besten deutschen Tennisspieler. 1928 kam er in der deutschen Davis-Cup-Mannschaft gegen Griechenland und Spanien zum Einsatz.
Als ausgebildeter Kaufmann übernahm Curt Bergmann 1923 in nächster Generation zusammen mit Walter Bergmann die Radebeuler Feinseifen- und Parfümfabrik vom Vater Bruno und dessen Neffen Alfred Bergmann, als die beiden als Alt-Direktoren in den Ruhestand traten.
Nach dem Zweiten Weltkrieg engagierte sich Bergmann politisch am Wiederaufbau Radebeuls, er wurde stellvertretender Stadtverordnetenvorsteher und führte den Kreisverband Dresden-Land der CDU.
Bergmann trug ab 1946 in Radebeul maßgeblich dazu bei, dass der geregelte Spielbetrieb wieder aufgenommen werden konnte. Unter seiner Leitung wurden ab 1947 wieder Sachsenmeisterschaften der Damen und Herren ausgetragen.
Im Jahr 1950 wurde sein Unternehmen enteignet und Bergmann verließ seinen Wohnsitz in der Stalinstraße 49 (heute Meißner Straße) sowie die DDR und ging in die Bundesrepublik Deutschland. Auch sein Bruder ging in den Westen.